# Hadihajó

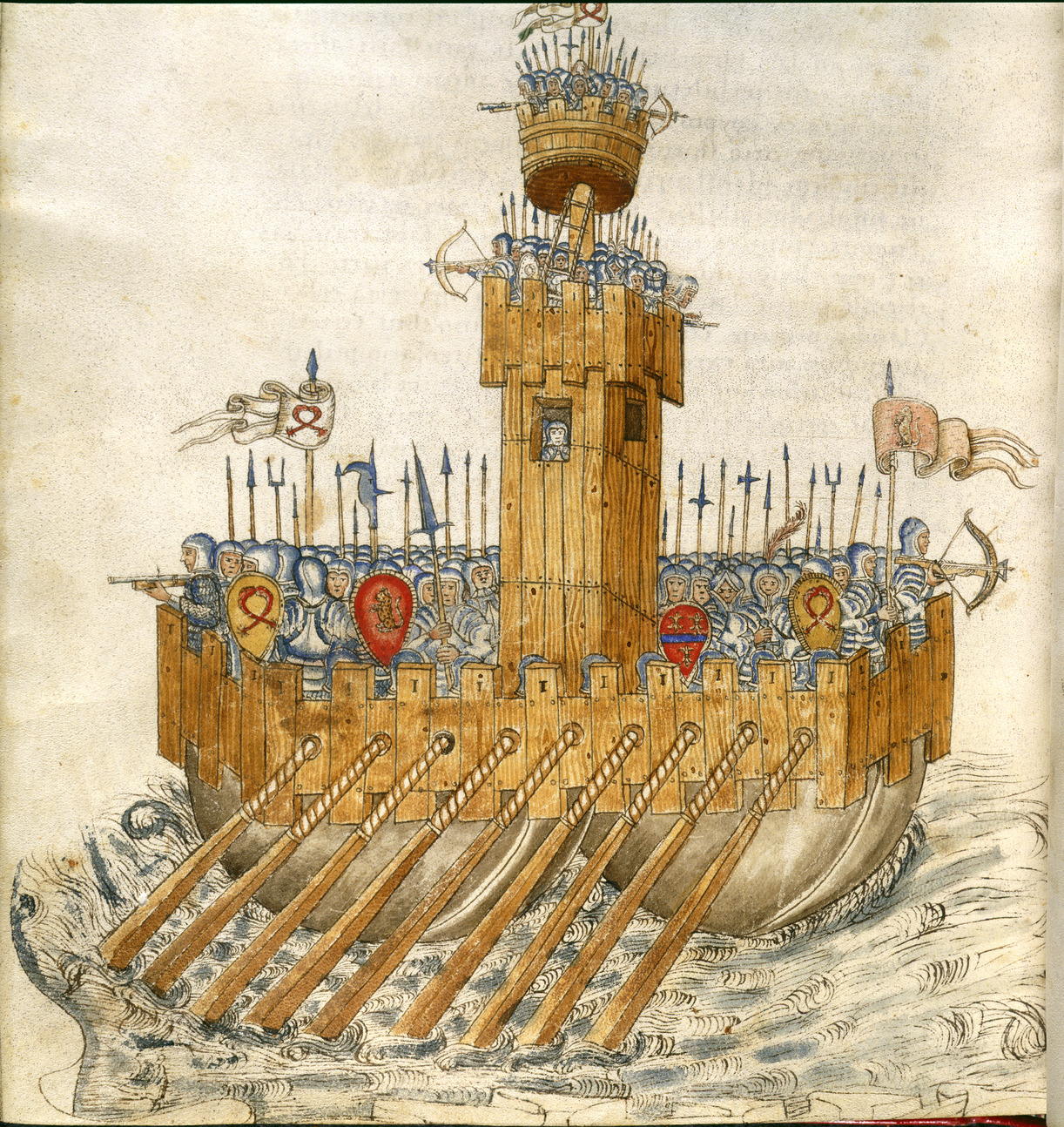
Hadihajó ábrázolása a 15. században

A hadihajó katonai célra épített, általában felfegyverzett vízi jármű. Állami haditengerészet állományába tartozik. Személyzete katonai szolgálatban áll és megfelelő egyenruhát visel. A hadihajók külön katonai zászlót (hadilobogót) hordoznak.

## A hadihajók története
A hadihajók története évezredeken át szinte egybeesett fő vonalaiban a a hajók történetével. Az ókorban és a középkorban minden hajózás kockázatos vállalkozásnak számított, nem csak a természeti nehézségek, hanem az ellenfelek lehetséges megjelenése miatt is. A kereskedelmi hajóknak ezért fel kellett készülniük a védekezésre, illetve gyakran maguk sem hagytak ki egy könnyű zsákmányt a tengeren.

### Ókori hadihajók
A többsorevezős gályák voltak az ókor legfejlettebb hadihajói. A gályák döfőorral rendelkeztek. A rómaiak felszerelték hadihajóikat egy forgópántos deszkapalánkkal (corvus), melyet áthajtottak az ellenséges hajó fedélzetére, így a katonák át tudtak jutni a másik hajóra, hogy ott közelharcba tudjanak bocsátkozni.

### Középkori hadihajók

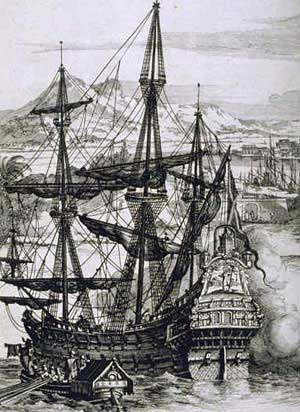
Spanyol galleon

A középkorban a fő hadihajótípus továbbra is a gálya volt. A 13. században újabb hajótípus jött létre: a karavella. Ezt a hajót is farkormánnyal építették. A hajó elején és végén bástyák voltak, amelyek védték a tengerészeket a hullámoktól. A karavellából kialakult nagyobb hajót karakknak nevezték. Ez volt az első két, nyílt tengeri hajózásra alkalmas hajótípus.
Koreában a Csoszoni időszakban létrejött egy új hajótípus: a teknőshajó. Ezt a 15. századtól a 19. századig időről időre bevetették. Nevét az egész hajótestet beborító, a teknőséhez hasonló páncélról kapta. Először 1413-ban említik.majd a 16. század végén modernebb formája a japán invázió elleni küzdelemben (Imdzsin háború) kapott komoly szerepet.
A tengeri hadviselésben az ágyúk a 14. századtól egyre jelentősebb szerepet játszottak. Elhelyezésükre az első- és a hátsó bástyákat használták.

### Újkori hadihajók

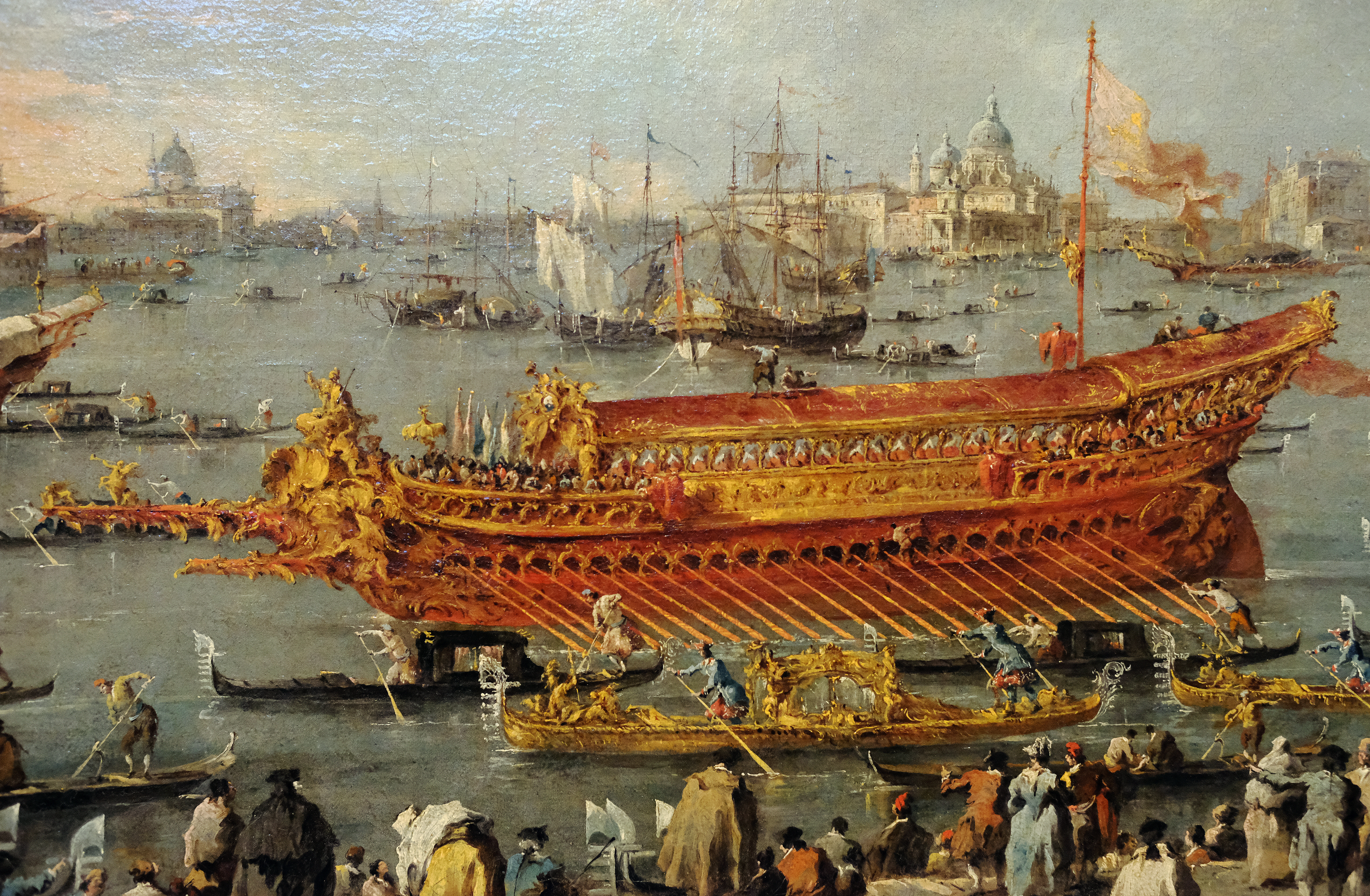
Francesco Guardi: Bucentaurus velencei gálya 1775 körül

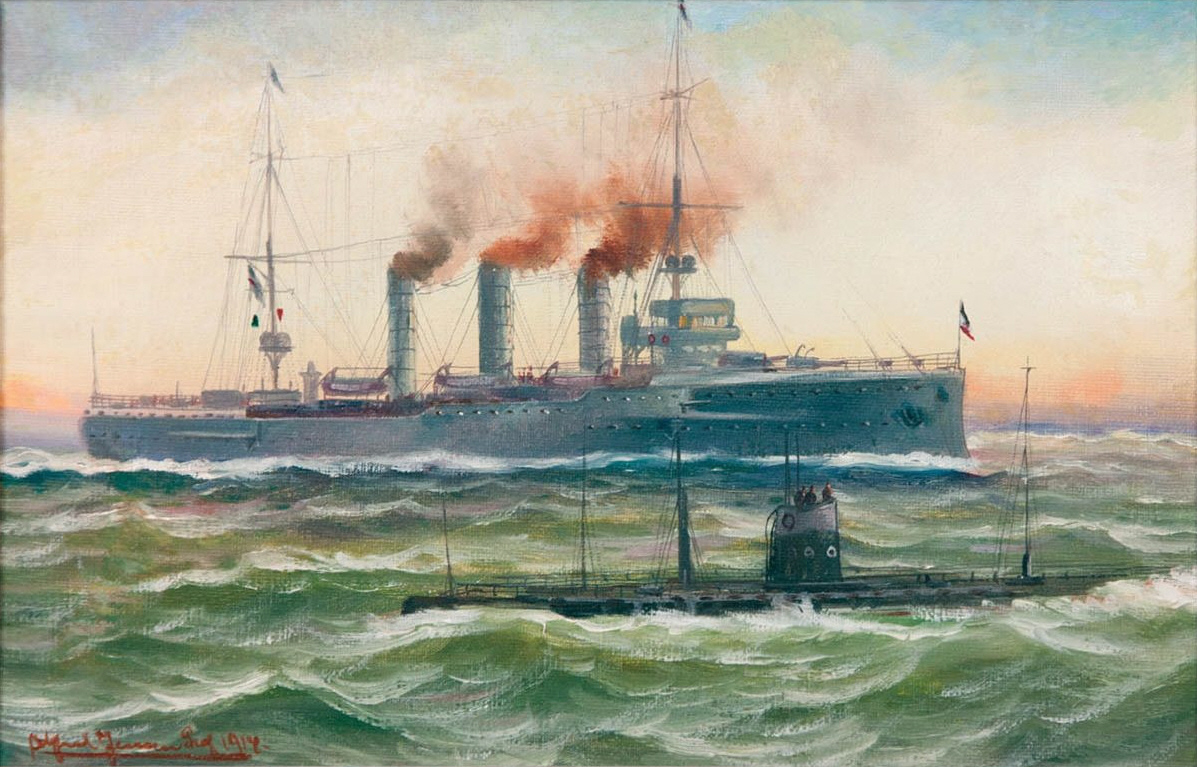
Alfred Jensen: Hadihajó és U-boot a tengeren. 1914-re kialakult az egységes tengeralattjáró-naszád fogalma (Unterseeboote, vagy Uboot), festmény

Ebben az időszakban jelentek meg a fregattok elődei és a sorhajók is, a gályák viszont teljesen eltűntek. A nagy hajók háromárbócosak voltak, több ágyúsorral. A kisebb, egyárbócos hajók vitorlázata többnyire graffos volt.
A 16. század elején az ütegsor a főfedélzet alá került. A későbbiekben egymás fölött több sorban elhelyezett ütegek teljesen átalakították a harcmodort is. A hajók igyekeztek oldalaikkal fordulni egymás felé, hogy az ellenfelet ütegeik teljes tűzerejével áraszthassák el. A 17. század közepéig a hajók csatarend nélkül harcoltak. A csatasor Maarten Tromp holland admirális találmánya volt, de elsőként Robert Blake, Richard Deane és Georges Monck (a „tengeri tábornokok”) javaslatára az angol Admiralitás rendelte el 1653-ban, hogy a hajók egymás nyomvonalában haladva, oldalütegeik teljes tűzerejét kihasználva harcoljanak. Ettől kezdve nevezték a fő hadihajókat sorhajóknak.
A 19. században a nagy sorhajók elérték a fejlettségnek azt fokát, amit a faszerkezet még lehetővé tett.
A haditengerészetek lassan álltak át a gőzhajtásra. Először az Amerikai Egyesült Államok épített gőzhajtású hadihajókat. Az első gőzhajtású hadihajó Robert Fulton Demologus nevű hajója volt, mely 1815-re lett kész. Az Admiralitás az 1830-as években kezdett gőzzel hajtott hadihajókat építeni.
Az 1840-es években a hajók fatestét vaspáncélzattal erősítették meg. Később a hajókat teljesen vasból készítették. Az első teljesen vasból készült hadihajó az 1860-ban vízre bocsátott HMS Warrior volt.
Az ágyúgyártás fejlődésével és a gőzgép növekvő teljesítményével kezdetét vette a tengeri fegyverkezési verseny.
1906-ban Nagy-Britannia az HMS Dreadnought vízre bocsátásával korszerűtlenné tette a korábbi csatahajókat. A többi ország haditengerészete választhatott: vagy ugyanilyen típusú csatahajókat építenek, vagy lemondanak tengeri hatalmukról.

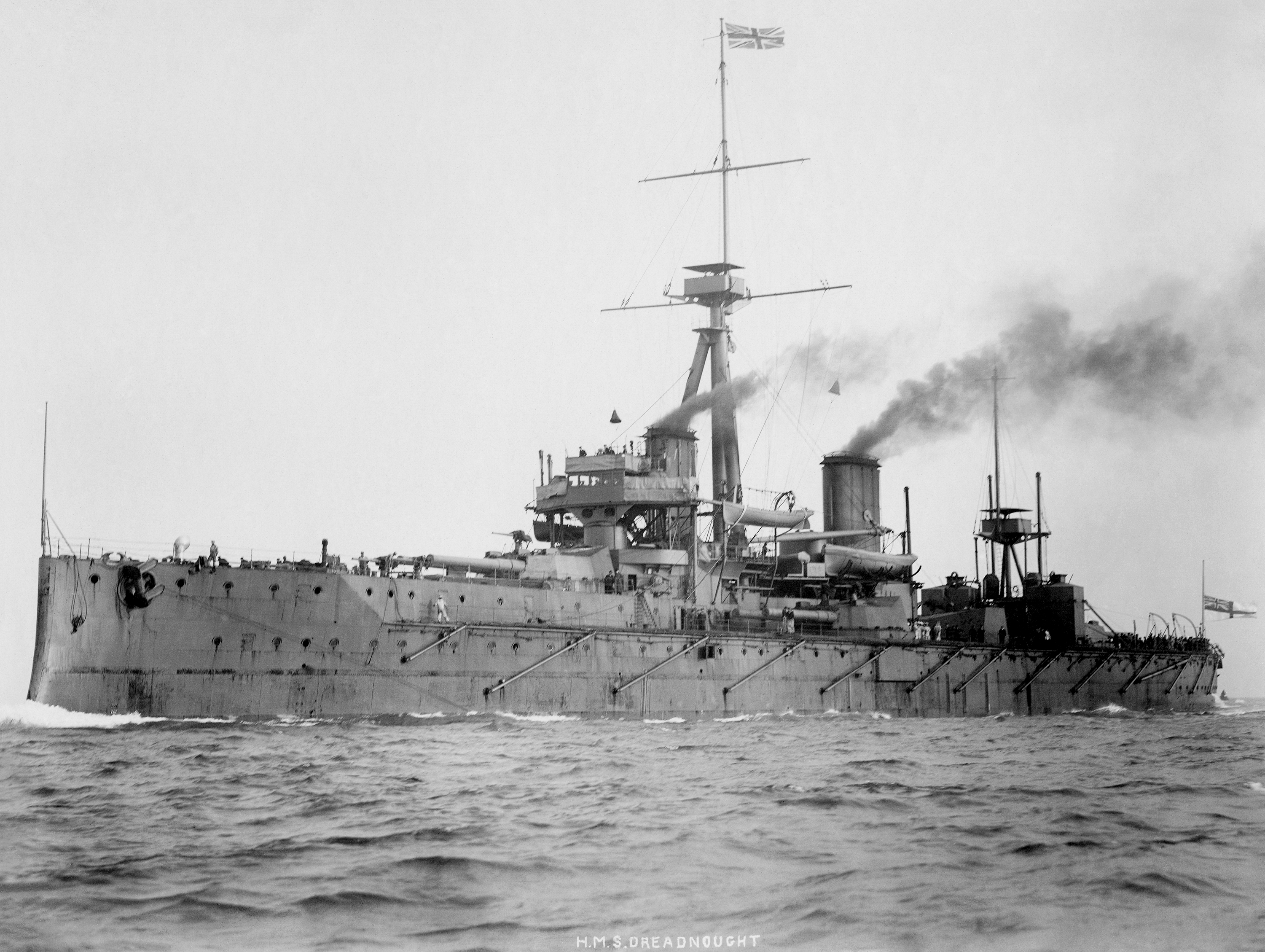
HMS Dreadnought

Miután Wright felszállt repülőgépével, különböző szakemberek elkezdtek kísérletezni a repülőgép haditengerészeti alkalmazásával. Először csatahajók fedélzetére szereltek felszállófedélzetet, de az akadályozta a nagy kaliberű ágyúk használatát. 1912-ben megjelentek az első repülőgép-anyahajók.
Az 1890-es években az Amerikai Egyesült Államokban élő ír John Philip Holland épített először sikeresen tengeralattjárót. Ezen sikeres kísérlet után más országok is építeni kezdtek tengeralattjárókat. A tengeralattjárók már az első világháborúban sikeresen vették fel a harcot az ellenséges hajókkal. A legnagyobb hírnévre a második világháborús német U-bootok tettek szert.

## Modern hadihajók
A második világháborúval a csatahajók kora lejárt. A 20. század végén és a 21. század elején a különböző haditengerészetek által rendszerben tartott fő hadihajó-fajták a következők:
- Repülőgép-hordozó, helikopter-hordozó
- cirkáló
- romboló
- fregatt
- korvett
- tengeralattjáró
- aknászhajó (aknaszedő és aknarakó hajó)
- partraszállító hajó
- folyami hadihajó

valamint egyéb segéd- és különleges szolgálatokat ellátó katonai vízi járművek, mint a bója- és hálózár-rakó hajók, dokkhajók, ellátó- és raktárhajók, iskolahajók, kórházhajók, kiemelő hajók, vonatók, szerhajók, tankerek, kutterek, jégtörők.

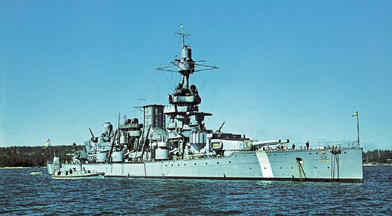
A svéd HMS Sverige nagy méretű partvédő páncéloshajó (Pansarskepp). A Sverige osztály három egysége képezte a Kungliga Flottan (Királyi Flotta) gerincét a 20. század közepéig

## Néhány híres hadihajó
- Auróra
- Gromoboj
- Bismarck
- USS Enterprise (CVN–65)
- Gneisenau
- USS Missouri (BB 63)
- Scharnhorst
- HMS Hood
- Jamato